# حسن‌آباد (اسکو)
حسن‌آباد یکی از روستاهای استان آذربایجان شرقی است که در دهستان شورکات جنوبی بخش ایلخچی شهرستان اسکو واقع شده‌است.این روستا ۱۰۵ نفر جمعیت دارد.